# Carl Püchler
Carl Püchler (Warmbrunn, 13 maggio 1894 – Heilbronn, 5 febbraio 1949) è stato un generale tedesco della Wehrmacht durante la seconda guerra mondiale.

## Biografia
Püchler prestò servizio come ufficiale nella prima guerra mondiale. Dopo la guerra fu assunto nel Reichswehr. Nel corso della seconda guerra mondiale, fu comandante del 228º reggimento di fanteria della Wehrmacht ed il 20 dicembre 1941 gli venne assegnato il cavalierato della croce di ferro. Püchler divenne quindi comandante della 257ª divisione di fanteria. Nel 1943 divenne comandante generale del XXXIX. Panzer Corps. Fino alla fine della guerra, si susseguì al comando del LXVII Corpo d'armata, del LXXXVI Corpo d'armata e del LXXIV Corpo d'armata.